# Aleksiej Sokołow (piłkarz)
Aleksiej Giennadjewicz Sokołow, ros. Алексей Геннадьевич Соколов (ur. 28 maja?/10 czerwca 1911 w Moskwie, Imperium Rosyjskie, zm. 29 września 1979 w Moskwie, Rosyjska FSRR) – rosyjski piłkarz, grający na pozycji napastnika, trener piłkarski.

## Kariera piłkarska
W 1927 rozpoczął karierę piłkarską w drużynie Fabryki im.Babajewa Moskwa. W latach 1928–1930 bronił barw zespołu Gieofizika Moskwa. Na początku 1933 został piłkarzem Elektrozawodu Moskwa. Latem 1935 został zaproszony do klubu Kazanka Moskwa, który potem zmienił nazwę na Lokomotiw. W 1938 przeszedł do Spartaka Moskwa. Występował również w składzie reprezentacji Moskwy (1938-1940). W czasie II wojny światowej również grał w klubie Zienit Moskwa. W 1948 przeniósł się do Torpieda Gorki, w którym też pomagał trenować piłkarzy. W 1949 już w klubie Spartak Mińsk łączył funkcje piłkarza i trenera. W 1950 zakończył karierę piłkarza w Spartaku Kimry, gdzie również pełnił funkcję grającego trenera.

## Kariera trenerska
Jeszcze będąc piłkarzem, rozpoczął pracę szkoleniowca. W 1948 w Torpiedo Gorki, w 1949 w Spartaku Mińsk, a w 1950 w Spartaku Kimry łączył funkcje trenerskie i piłkarskie. Latem 1950 stał na czele Spartaka Aszchabad, którym kierował do 1951. Potem trenował kluby Chimik Dnieprodzierżyńsk (1955), Spartak Ufa, Mietałłurg Borowiczi, Spartak Kazań, Spartak Stawropol (1959), Spartak Stanisławów (w 1960 do lipca), SKF Sewastopol (1962), Spartak Riazań (1963), Spartak Sarańsk (od 1964 do lipca 1965), Awangard Kołomna (od sierpnia 1965 do 1966), Szachtior Kumiertau (1968), Dinamo Celinograd (od czerwca 1969 do maja 1970) i Spartak Joszkar-Oła (1972).
29 września 1979 zmarł w Moskwie w wieku 68 lat..

## Sukcesy i odznaczenia

### Sukcesy trenerskie
Spartak Moskwa
- mistrz ZSRR: 1938, 1939
- brązowy medalista Mistrzostw ZSRR: 1940
- zdobywca Pucharu ZSRR: 1936, 1938, 1939, 1946, 1947

### Sukcesy indywidualne
- wybrany do listy 55 najlepszych piłkarzy ZSRR według magazynu FiS: Nr 2 (1938)

### Odznaczenia
- tytuł Zasłużonego Mistrza Sportu ZSRR